# Braden-Skala
Die Braden-Skala ist ein Hilfsmittel zur Einschätzung der Dekubitusgefährdung in der Kranken- und Altenpflege.

## Klassische Braden-Skala
Die Skala wurde 1987 von den beiden amerikanischen Pflegewissenschaftlerinnen Barbara J. Braden und Nancy Bergstrom als „Braden Scale for Predicting Pressure Sore Risk“ entwickelt. Sie ist ein Scoring-System und erfasst die Risikofaktoren Druckeinwirkung und Gewebetoleranz durch sechs Kriterien:
- Sensorisches Empfindungsvermögen
- Aktivität
- Mobilität
- Feuchtigkeit
- Ernährung
- Reibung und Scherkräfte

Entsprechend der älteren und mittlerweile seltener verwendeten Norton-Skala, wird jedem dieser Kriterien dabei ein Wert von einem Punkt bis vier Punkten zugewiesen. Die Wertung durch einen Punkt beschreibt die Ausprägung, welche für die Entstehung des Dekubitus am günstigsten ist. Bei dem Kriterium „Sensorische Wahrnehmung“, ist dies der vollständige Ausfall der Reizwahrnehmung. Vier Punkte werden bei vollkommen gesunder oder normaler Ausprägung des entsprechenden Kriteriums vergeben. Die Summe der jeweiligen Punktzahlen führt zu einer Einstufung in verschiedene Risikokategorien, von einem „Allgemeinen Risiko“ bei 15 bis 18 Punkten bis hin zu einem „Sehr hohen Risiko“ bei weniger als 9 Punkten. Je nach Risiko werden entsprechende prophylaktische und andere pflegerische Maßnahmen empfohlen.
|                                  | 4 Punkte            | 3 Punkte                    | 2 Punkte                               | 1 Punkt                  |
| -------------------------------- | ------------------- | --------------------------- | -------------------------------------- | ------------------------ |
| Sensorisches Empfindungsvermögen | nicht eingeschränkt | geringfügig eingeschränkt   | stark eingeschränkt                    | vollständig ausgefallen  |
| Feuchtigkeit (der Haut)          | selten feucht       | manchmal feucht             | oft feucht                             | ständig feucht           |
| Aktivität                        | regelmäßiges Gehen  | eingeschränktes Gehen       | an Stuhl/Rollstuhl gebunden            | bettlägerig              |
| Mobilität                        | nicht eingeschränkt | geringfügig eingeschränkt   | stark eingeschränkt                    | vollständige Immobilität |
| Allgemeines Ernährungsverhalten  | gute Ernährung      | ausreichende Ernährung      | wahrscheinlich unzureichende Ernährung | schlechte Ernährung      |
| Reibungs- und Scherkräfte        |                     | kein feststellbares Problem | potenzielles Problem                   | manifestes Problem       |

Die Braden-Skala wurde nicht für eine bestimmte Patientengruppe entwickelt und gilt als die am besten wissenschaftlich untersuchte Skala zur Einschätzung des Dekubitusrisikos.

## Braden Q-Skala
Speziell für den Bereich der Kinderheilkunde wurde 1996 von Martha Curley und Sandy Quigley die Braden Q-Skala entwickelt. Es wurde ein weiteres Kriterium „Gewebedurchblutung und Sauerstoffversorgung“ hinzugefügt. Die Braden Q-Skala umfasst also sieben Kriterien:
- Sensorisches Empfindungsvermögen
- Aktivität
- Mobilität
- Feuchtigkeit
- Ernährung
- Reibung und Scherkräfte
- Gewebedurchblutung und Sauerstoffversorgung